# 古越语
古越语，又稱百越語，是古代於越人的語言，春秋时期通行于吴、越两国，与当时附近楚及中原諸國言语不同。语言学研究認為，古越语可能属于侗台语系，含有與现代的侗语、壮语、泰语相近的成分；但也有研究認為應屬於南亞語系或南島語系。
古越语留存至今的文献材料很少，内容较完整的有《越人歌》与《越绝书》中的《勾践维甲令》，其他材料则包括《越绝书》、《吴越春秋》、《方言》等文献中的记载以及零星的人名、地名记录。

## 语系
语言学家最初猜测古越语属于南岛语系或侗台语系。1953年，日本学者泉井久之助透過属于南島語系的占语、马来语、印尼语对《越人歌》中用汉字标音的古越语进行研究。此后，韋慶穩、郑张尚芳等学者则透過属侗台语系的壮语、泰语等释读《越人歌》、《维甲令》，从而确认了古越语有侗台语系的成分。
梅祖麟等學者分析古代典籍記錄的越語，認為越語屬於南亞語系。
沙加爾於2008年提出，古越語與原始南島語同樣起源自曇石山-上饒文化，兩者皆在福建形成，為姐妹語言。

## 语法
古越语最显著的语法特征便是定語位于中心词后，与其他侗台语言相同。如《越绝书》中记载的“朱余者，越盐官也。越人谓盐曰余……”即定語後置的例证。又如，《左传·哀公元年》记载“吴王夫差败越于夫椒”，杜预注为“夫椒，吴郡吴县西南太湖中椒山”。其中“夫椒”即“椒山”，“夫”为石山之意，亦为定语后置。有觀点認為類似壮语“岜”/pja1/，泰语ผา/pha/的结构。
古越语中还使用重叠形式表示摹狀修辞，如《越人歌》中用“秦胥胥”表高兴之意。

## 词汇
现今吳越之地的部分地名可能是古越语的音译，且古越地名多为通名在前、专名在后的形式。如余姚、余杭等中的“餘”为“田地”之意，有觀認為句容中的“句”为“族群”之意，会稽为“矛山”之意，盱眙为“善道”之意等。
句婴     《淮南子·地形训》：“自东北至西北方，有跂踵民、句婴民。”高诱注：“句婴，读为九婴。北方之国也。”《淮南子·本经训》记载：“逮至尧之时，十日并出。焦禾稼，杀草木，而民无所食。…九婴、大风…修蛇，皆为民害。”高诱注：“九婴，水火之怪，为人害。”九婴、句婴就是九阳，后误传为九头怪兽、怪蛇，能喷水吐火以为灾。
句鼆     春秋时鲁邑。《左传·文公十五年》：“一人门于句鼆，一人门于戾丘。”
句容    西汉置县，治所在今江苏句容县。地方志记载，句容是因当地“勾曲（山名，即茅山）有所容”而得名，但历史地理学家谭其骧认为茅山并不弯曲，怎么说“有所容”呢。该地名来源甚早。《述异记》：“吴王有别馆在句容，楸梧成林，故名梧宫。”
句曲     句容县茅山之古称。
句骊     江苏宁镇山脉中段山名，海拔425米，在句容县东昌乡与丹徒县石马乡。又作高骊山。
句无    春秋时越地，在今浙江诸暨县南。《国语·越语》：“勾践之地，南至于句无。”
句章    战国邑名，秦置县，治所在今浙江余姚、宁波一带。
句余    浙江四明山古名，绵亘鄞县、奉化、余姚、上虞、嵊县、新昌等市县。
句馀     浙江慈溪县西南山名。《山海经·南山经》：“句馀之山，无草木，多金玉。”《元丰九域志》：“慈溪有句馀山。”
句乘     浙江诸暨县古山名。在今浙江诸暨城关镇南17公里处。主峰海拔660米。
勾吴   一作攻吴、攻敔、工渔、干吴、吴等。西周至春秋时国。始都藩篱（今江苏无锡梅里），后迁吴（今苏州市）。
苟漏     越南河内古地名。西汉置苟漏县，治所在今越南河西省石宝县。隋废。
苟中     西汉置县，治所在今海南澄迈县东。
可鏤      又作古螺、昆仑，越南安阳王时期的都城。可与“句漏”勘同。
个旧     云南红河自治州市名，清设个旧厅，1913年改县。
匡庐    江西庐山古称，相传殷周之际有匡俗兄弟七人结庐于此，故称。
高骊       江苏宁镇山脉中段山名，海拔425米，在句容县东昌乡与丹徒县石马乡。又作句骊山。
姑中        春秋越地，《越绝书》：“姑中山者，越铜官之山也。” 在今浙江绍兴东南15公里平水区凤凰山，这里有大型铜矿。
姑末     春秋越地，在今浙江衢州市龙游镇北。又作姑蔑、姑妹。《左传·哀公十三年》：“越伐吴，吴王孙弥庸见姑蔑之旗。”注：“姑蔑，今东阳太末县。”蒲立本认为，汉代前称为“姑末”或“姑蔑”。
姑蔑      在鲁国北部，即现代山东泗水东部。《左传·隐公元年》：“公及邾仪父盟于蔑。”杜注：“蔑，姑蔑，鲁地。鲁国卞县南有姑蔑城。”在《春秋》及《穀梁》、《公羊》的注解里，这个地名也简称“蔑”，或写作“眛”或“昧”。
姑熟    安徽当涂县古称。可与南京湖熟镇勘同。
姑熊夷    江苏苏州西南横山附近古地名。《国语·吴语》：“越败（吴）王子友于姑熊夷。”韦昭注：“姑熊夷，吴郊也。”
姑苏     江苏苏州古地名。《史记·河渠书》：“上姑苏，观五湖。”《吴越春秋》作“姑胥”，名异实同。
姑胥    江苏苏州古地名。《吴越春秋》作“姑胥山”，又作“胥山”，故知“姑”是词头。
姑馀    江苏苏州古地名。《吴郡志》：“姑苏山，一名姑胥，一名姑馀”，名异实同。
居风    古县名。西汉置，治所在今越南清化省。三国吴时改移风县。
九疑    一作九嶷。山名。在今湖南宁远县南。《汉书·武帝纪》：“望祀虞舜于九疑。”
九江     《禹贡》：“九江孔殷。”后人对其所在地说法不一，一说在今湖北广济、黄梅一带，一说在今湖南洞庭湖，一说在今江西赣江及其8大支流。
九河    《禹贡》：“九河既导。”后人对其所在地说法不一，都把“九”理解为数目字。
鸠兹    春秋末年吴国地名，在今安徽芜湖东南。后被楚国攻灭。《左传·襄公三年》：“克鸠兹，至于衡山。”
阁皂    江西樟树市东南山名，绵亘200余里，据说因其“形如阁，色如皂”而得名。

## 语音
据《淮南子》记载：“胡人有知利者，而人谓之駤。越人有重迟者，而人谓之訬，以多者名之。”其中“訬”为轻快敏捷之意，说明古越语发音轻快急速。
古越语的语音发展接近泰语与汉语上古晚期。其中还有复辅音。据罗香林考证，《越绝书》“ 句践乃身被赐夷之甲，带步光之剑，杖物卢之矛，出死士三百人，为阵关下”中的“物卢”便是一个复辅音词，读作plou。

## 古越语遗存
虽然古越语早已消亡，但汉语中仍有许多古越语遗存的成分。
吴语中，帮母、端母唸成先喉塞音[ʔb]、[ʔd]，使用名词定语后置的构词法等语音、语法现象都来自古越语。词汇方面亦有古越语遗存粤语中，[aː]与[a]长短两套元音、性别修饰语放在名词之后 （如“鸡公”、“鸡乸”）等现象都与侗台语相同，也属于古越语的遗存。而其他诸如赣语等方言中亦有许多古越语底层词。